# Heteropsomys
Heteropsomys är ett släkte av utdöda däggdjur som ingår i familjen lansråttor. Arterna levde på Puerto Rico och på mindre öar i samma region.
Dessa lansråttor skiljer sig i skallens och tändernas konstruktion från närbesläktade arter. Skallen var cirka 7 cm lång. Kroppslängden uppskattas vara lika som hos bäverråttor av släktet Plagiodontia, alltså cirka 30 till 40 cm (huvud och bål). Det antas att arterna fanns kvar vid européernas ankomst på öarna. De dog kanske ut på grund av introducerade råttor (Rattus).
Kladogram enligt Catalogue of Life och Wilson & Reeder (2005):
| Heteropsomys | \| \| Heteropsomys antillensis \| \| \| \| \| \| Heteropsomys insulans \| \| \| \| |
|              | \| \| Heteropsomys antillensis \| \| \| \| \| \| Heteropsomys insulans \| \| \| \| |
|              | Heteropsomys antillensis                                                           |
|              |                                                                                    |
|              | Heteropsomys insulans                                                              |
|              |                                                                                    |